# Allegan

położenia miasta Allegan w stanie Michigan i hrabstwie

Allegan – miasto w stanie Michigan, w hrabstwie Allegan, w Stanach Zjednoczonych. Największym pracodawcą w mieście jest Perrigo, największy prywatny producent leków dostępnych bez recepty w USA, którego główna siedziba znajduje się w tym mieście. Znajduje się tutaj także najstarszy teatr w stanie Michigan, Allegan Community Players.